# E.M.I. (Sex Pistols)
"E.M.I." is een nummer op het debuutalbum van de Britse punkgroep The Sex Pistols uit 1977, Never Mind the Bollocks, Here's the Sex Pistols. 
Het nummer werd als een felle aanklacht geschreven uit onvrede toen het contract van de groep met het platenlabel EMI na slechts drie maanden in januari 1977 door deze maatschappij werd opgezegd, wegens de ophef om hun geruchtmakend televisie-optreden in december 1976. 
De tekst van het nummer hekelt en bespot het platenlabel, omdat het wilde profiteren van de opkomende punkstroming en daarom de band contracteerde, om ze vervolgens bij nader inzien toch te laten vallen. Het paste ook in het anti-commerciële imago van de punkbeweging en de band.